# Setantops major
Setantops major là một loài tò vò trong họ Ichneumonidae.